# Золотая медаль имени Александра Грейама Белла

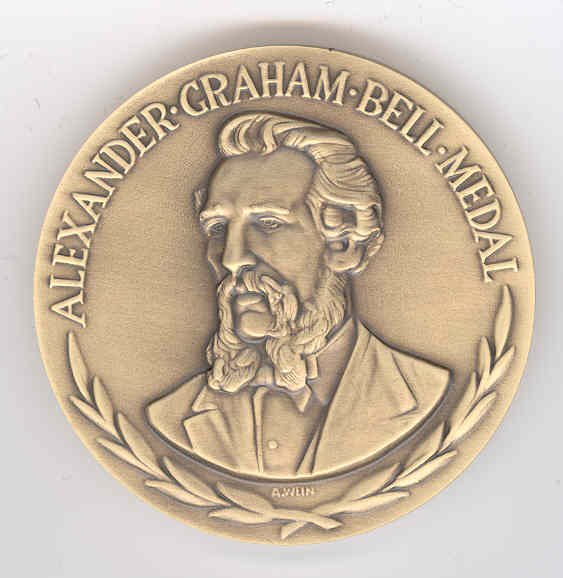
Золотая медаль имени Александра Грейама Белла

Золотая медаль имени Александра Грейама Белла (англ. IEEE Alexander Graham Bell Medal) — медаль, учреждённая в 1976 году международной некоммерческой ассоциацией «Институтом инженеров электротехники и электроники» (IEEE) для награждения за выдающиеся фундаментальные исследования и прикладные разработки в области коммуникаций. Является высшей наградой организации.

## История
В 1976 году исполнялось 100 лет со дня изобретения телефона Александром Грейамом Беллом. В честь этого события комиссия IEEE учредила Золотую медаль имени Александра Грейама Белла для награждения за выдающиеся фундаментальные исследования и прикладные разработки в области коммуникаций. Спонсором выступила Alcatel-Lucent Bell Labs.
Наградой могут быть удостоены один человек или группа до трёх человек. Кроме золотой медали вручаются бронзовая копия медали, сертификат и денежная премия.

## Комитет по награждению
В комитет по награждению входят:
- Jim K. Omura, Chair
- Daniel Costello
- Michelle Effros
- Johannes Huber
- Vincent Poor
- Scott Shenker
- Desmond Taylor
- Sergio Verdu

## Награждённые
C 1976 по 2024 годы были награждены:
| Год  | Лауреат                                                 | Обоснование награды |
| ---- | ------------------------------------------------------- | --- |
| 1976 | Amos E. Joel William Keister Raymond W. Ketchledge      | Оригинальный текст (англ.)«For conception and development of Electronic Switching Systems and their effective introduction into a nation-wide telephone system»                                                              |
| 1977 | Eberhardt Rechtin                                       | Оригинальный текст (англ.)«For pioneering and lasting contributions to deep-space-vehicle communications technology and for leadership in defense telecommunications»                                                        |
| 1978 | M. Robert Aaron John S. Mayo Eric E. Sumner             | Оригинальный текст (англ.)«For personal contributions to, and leadership in, the practical realization of high-speed digital communications»                                                                                 |
| 1979 | Антон Христиан Якобеус                                  | Оригинальный текст (англ.)«For pioneering work in the theory of switching systems and technical leadership in the development of telecommunication systems»                                                                  |
| 1980 | Richard R. Hough                                        | Оригинальный текст (англ.)«For his contributions to the nationwide and international telephone network and, particularly, the introduction of electronic switching therein»                                                  |
| 1981 | Дэвид Слепян                                            | Оригинальный текст (англ.)«For fundamental contributions to communication theory» |
| 1982 | Хэролд Розен                                            | Оригинальный текст (англ.)«For pioneering contributions to, and leadership in, geostationary communication satellites» |
| 1983 | Стефан Райс                                             | Оригинальный текст (англ.)«For his contributions to the fundamental understanding of communications systems and to the underlying mathematics, and for inspiring younger scientists and engineers»                           |
| 1984 | Эндрю Витерби                                           | Оригинальный текст (англ.)«For fundamental contributions to telecommunication theory and practice and for leadership in teaching»                                                                                            |
| 1985 | Чарльз Као                                              | Оригинальный текст (англ.)«For pioneering contributions to optical fiber communications» |
| 1986 | Bernard Widrow                                          | Оригинальный текст (англ.)«For fundamental contributions to adaptive filtering, adaptive noise and echo cancellation, and adaptive antennas»                                                                                 |
| 1987 | Joel S. Engel Richard H. Frenkiel William C. Jakes, Jr. | Оригинальный текст (англ.)«"For fundamental contributions to the theory, design and deployment of cellular mobile communications systems»                                                                                    |
| 1988 | Роберт Меткалф                                          | Оригинальный текст (англ.)«"For contributions to the invention, standardization and commercialization of local area networks — especially the Ethernet»                                                                      |
| 1989 | Gerald R. Ash Billy B. Oliver                           | Оригинальный текст (англ.)«For contributions to the conception and implementation of Dynamic Nonhierarchical Routing (DNHR) in telecommunications networks»                                                                  |
| 1990 | Пол Бэран                                               | Оригинальный текст (англ.)«For pioneering in Packet Switching» |
| 1991 | C. Chapin Cutler John O. Limb Arun N. Netravali         | Оригинальный текст (англ.)«For the invention and development of predictive coding of pictures and picture sequences» |
| 1992 | Джеймс Мэсси                                            | Оригинальный текст (англ.)«For contributions to the theory and practical implementation of forward-errorcorrecting codes, multi-user communications, and cryptographic systems; and for excellence in engineering education» |
| 1993 | Donald C. Cox                                           | Оригинальный текст (англ.)«For pioneering and leadership in personal portable communications» |
| 1994 | Hiroshi Inose                                           | Оригинальный текст (англ.)«For pioneering contributions to digital switching and modulation, and for leadership in international telecommunications»                                                                         |
| 1995 | Ирвин Джейкобс                                          | Оригинальный текст (англ.)«For outstanding contributions to telecommunications, including leadership, theory, practice and product development»                                                                              |
| 1996 | Tadahiro Sekimoto                                       | Оригинальный текст (англ.)«For pioneering contributions to digital satellite communications and industry leadership in developing digital communications»                                                                    |
| 1997 | Винтон Серф Роберт Кан                                  | Оригинальный текст (англ.)«For conceiving the Internet architecture and protocols, and for the vision and sustained leadership that led to the current Internet»                                                             |
| 1998 | Richard E. Blahut                                       | Оригинальный текст (англ.)«For contributions to error-control coding, particularly by combining algebraic coding theory and digital transform techniques»                                                                    |
| 1999 | David G. Messerschmitt                                  | Оригинальный текст (англ.)«For fundamental contributions to communications theory and practice, including VLSI for signal processing, and simulation and modeling software»                                                  |
| 2000 | Владимир Александрович Котельников                      | «За фундаментальный вклад в теорию сигналов» |
| 2001 | Награждения не было                                     | Награждения не было |
| 2002 | Tsuneo Nakahara                                         | Оригинальный текст (англ.)«For pioneering work on the design and development of manufacturing systems for optical fibers» |
| 2003 | Joachim Hagenauer                                       | Оригинальный текст (англ.)«For contributions to soft decoding and its application to iterative decoding algorithm» |
| 2004 | Награждения не было                                     | Награждения не было |
| 2005 | Jim K. Omura                                            | Оригинальный текст (англ.)«For contributions to the theory of communication systems and the commercial applications of spread spectrum radios and public key cryptography»                                                   |
| 2006 | John Wozencraft                                         | Оригинальный текст (англ.)«For the development of sequential decoding and the signal space approach to digital communication»                                                                                                |
| 2007 | Norman Abramson                                         | Оригинальный текст (англ.)«For contributions to the development of modern data networks through fundamental work in random multiple access»                                                                                  |
| 2008 | Gerard J. Foschini                                      | Оригинальный текст (англ.)«For seminal contributions to the science and technology of multiple-antenna wireless communications»                                                                                              |
| 2009 | Robert McEliece                                         | Оригинальный текст (англ.)«For fundamental contributions to the theory and practice of error-correcting codes and to the design of deep space telecommunication systems»                                                     |
| 2010 | Джон Сиоффи                                             | «За выдающуюся технологию дискретной многотональной модуляции, которая стала основой развития DSL-индустрии» |
| 2011 | Арогясвами Паулрадж                                     | Оригинальный текст (англ.)«For pioneering contributions to the application of multiantenna technology to wireless communication systems»                                                                                     |
| 2012 | Леонард Клейнрок                                        | Оригинальный текст (англ.)«For pioneering contributions to modeling, analysis, and design of packet-switching networks» |
| 2013 | Andrew Chraplyvy Robert Tkach                           | Оригинальный текст (англ.)«For contributions to the science and technology of optical communications enabling high-speed wavelength division multiplexing through the mitigation of the effects of fiber nonlinearity»       |
| 2014 | Dariush Divsalar                                        | Оригинальный текст (англ.)«For fundamental contributions to the theory and practice of channel codes that transformed deep space and other forms of wireless communications»                                                 |
| 2015 | Frank Kelly                                             | Оригинальный текст (англ.)«For creating principled mathematical foundations for the design and analysis of congestion control, routing, and blocking in modern communication networks»                                       |
| 2016 | Roberto Padovani                                        | Оригинальный текст (англ.)«For innovations enabling efficient, wideband, wireless access to the Internet, that is central to all third-generation cellular networks»                                                         |
| 2017 | Vincent Poor                                            | Оригинальный текст (англ.)«For fundamental contributions to signal processing and its application to digital communications»                                                                                                 |
| 2018 | Nambirajan Seshadri                                     | Оригинальный текст (англ.)«For contributions to the theory and practice of wireless communications» |
| 2019 | Teresa Meng                                             | Оригинальный текст (англ.)«For technical contributions to and leadership in the development of wireless semiconductor technology»                                                                                            |
| 2020 | Rajiv Laroia                                            | Оригинальный текст (англ.)«For contributions to cellular wireless data systems» |
| 2021 | Nick McKeown                                            | Оригинальный текст (англ.)«For contributions to internet router architecture and software-defined networking» |
| 2022 | Panganamala R. Kumar                                    | Оригинальный текст (англ.)«For seminal contributions to the modeling, analysis, and design of wireless networks» |
| 2023 | Erwin Hochmair Ingeborg Hochmair                        | Оригинальный текст (англ.)«For the research, development, and realization of multi-channel microelectronic cochlear implants»                                                                                                |
| 2024 | Jennifer Rexford                                        | Оригинальный текст (англ.)«“For contributions to Internet wide-area routing and software-defined networking» |